# Midori (musikgrupp)
Midori(ミドリ) var ett japanskt jazz-punk fusion band med fyra medlemmar. Midori grundades 2003 i Osaka, Japan. Deras upplösning annonserades av sångaren Mariko den 25 december 2010 och deras sista spelning "Sayonara, Goto-San" var den 28 december 2010.
Midori har släppt fem album, deras tre senaste på ett stort skivbolag (Sony Japan.)

## Medlemmar
- Mariko Gotō (Sång och gitarr)
- Kozen Yoshitaka (Trummor)
- Iwami Keigo (Elektrisk kontrabas)
- Hajime (Keyboard och piano)

## Diskografi

### Album
- First (ファースト) - 25 november 2005
- Second♥ (セカンド♥) - 4 april 2007
- Shimizu (清水) - 21 november 2007
- Aratamemashite, Hajimemashite, Midori Desu. (あらためまして、はじめまして、ミドリです。) - 14 maj 2008
- shinsekai - 19 maj 2010

### Andra album
- (Demo) First (ファースト) - 2003
- (Demo) Second (セカンド) - 2005
- (Live) Live!! (ライヴ!) - 15 november 2008

### Singlar
- swing - 18 mars 2008

### DVD
- Hatsu Taiken (初体験) - 7 oktober 2009
- Sayonara, Goto-San (さよなら、後藤さん) - 6 april 2011